# 7 Regiment Pieszy Litewski

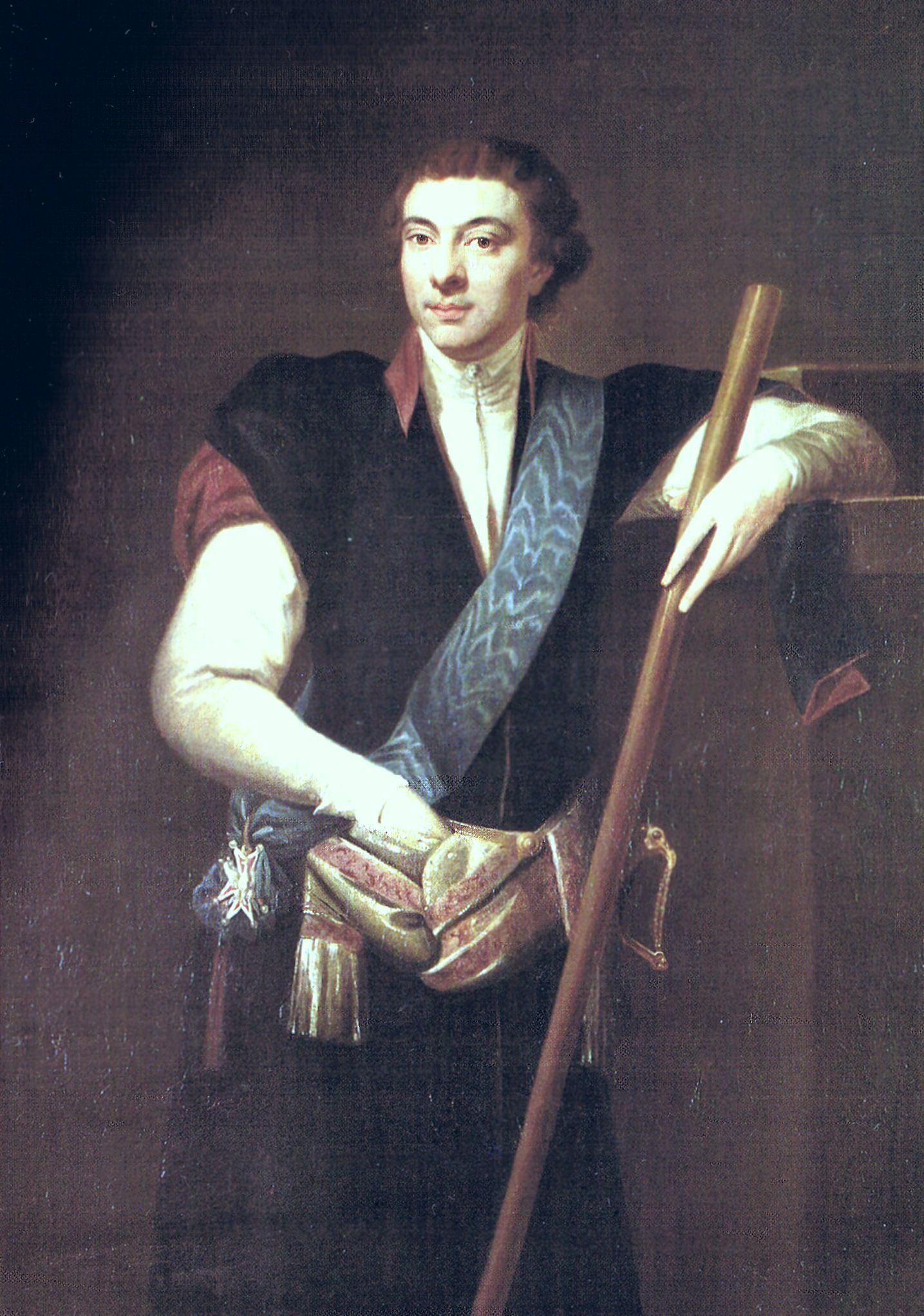
Kazimierz Nestor Sapieha

7 Regiment Pieszy Litewski – oddział piechoty armii Wielkiego Księstwa Litewskiego wojska I Rzeczypospolitej.

Regiment często zwano także Regimentem Fizylierów.

## Formowanie i zmiany organizacyjne
Regiment utworzony z batalionu Grodzieńskiego w 1790.  2 marca 1790 Komisja Wojskowa wydała rozkaz sformowania regimentu. Jego szefem mianowany został generał artylerii litewskiej Kazimierz Nestor Sapieha. 

[...] Stosuiąc zaś zawsze chęci Nasze do chęci narodu, iako i własnego serca skłonności My Król, dogadzaiąc batalion Grodzieński kosztem Naszym erygowany, i dotąd utrzymywany, do woyska Rzeczypospolitey w ofierze natychmiast przyłączamy i inkorporować do regimentów Litewskich kommissyi woyskowey w żołd skarbu tegoż polecamy, z ostrzeżeniem rang wszystkim oficerom, na iakie przez Nas w tymże batalionie patentowani byli [...].

Początkowo umieszczono go w hierarchii piechoty litewskiej na piątym miejscu. W praktyce jednak otrzymał pierwszy wolny numer – numer siódmy.
Stan jednostki w kwietniu 1790 roku wynosił etatowo 723 „głowy”, a faktycznie 118 żołnierzy i składał się jedynie ze sztabu i dwóch kompanii.
Z czasem regiment został rozbudowywany. W kwietniu 1792 roku liczył etatowo 789 żołnierzy, a faktycznie posiadał ich 713
W lipcu 1792 roku  powiększono regiment o cztery nowe kompanie. We wrześniu 1792 roku etat przewidywał 1440 żołnierzy, a faktycznie było ich 1163. Dawało to w tym momencie regimentowi 7 pierwszeństwo pod względem liczebności wśród jednostek pieszych. W wyniku redukcji 1793 roku, etat wyjątkowo  nie zmienił się i dalej wynosił 1440 osób. Stan faktyczny spadł jednak do 1086 żołnierzy. Prawdopodobnie nadal była to najliczniejsza piesza jednostka litewska i taką pozostała do wybuchu powstania kościuszkowskiego.
Można przyjąć, że w kwietniu 1794 roku stan regimentu wynosił etatowo 1440 żołnierzy, a faktyczny 1086.
Regiment posiadał dwa bataliony złożone z czterech kompanii. Jego stan na dzień 1 sierpnia 1793 wynosił 1108 ludzi, a 16 kwietnia 1794 roku około 930.

## Barwa regimentu
- Podczas insurekcji kościuszkowskiej regiment generała artylerii nosił wyłogi pąsowe, guziki srebrne[8].

## Stanowiska
Regiment stacjonował w następujących miejscowościach:
- Oszmiańskie,
- Wilno (1791),
- Smorgonie (1791),
- Oszmiana (1792),
- Wilno,
- Smorgonie (1794).

## Żołnierze regimentu
Regimentem dowodził zazwyczaj pułkownik. Stanowisko szefa regimentu, związane z wielkimi poborami, było najczęściej uważane za synekurę. Szefowie posiadali prawo fortragowania (przedstawiania do awansu) oficerów.
Początkowo w sztabie znajdowało się czterech oficerów: podpułkownik, major, kapitan regimentskwatermistrz i porucznik adiutant. W kompaniach: kapitan z kompanią, kapitan sztabowy, czterech poruczników, dwóch podporuczników i dwóch chorążych.
W lipcu 1792 roku w sztabie był szef regimentu i regimentsfelczer, pułkownik, podpułkownik, dwóch majorów, kwatermistrz, audytor i prawdopodobnie dwóch adiutantów. W kompaniach trzech kapitanów z kompanią, trzech kapitanów sztabowych (od 1793 czwarty), ośmiu poruczników i ośmiu chorążych. W lipcu 1792 patenty oficerskie otrzymało 11 podporuczników. Czwarty kapitan pojawił się  w 1793 roku. Wtedy w regimencie było 40 oficerów, nie licząc szefa i regimentsfelczera.
Szefowie: 
- Kazimierz Nestor Sapieha (gen. art. i szef korpusu inż. Wielkiego Księstwa Litewskiego)
- Ludwik Giełgud (strażnik Wielkiego Księstwa Litewskiego 1793–1794)

Pułkownicy: 
- Felicjan Gorzeński (1792),
- ppłk Stefan Grabowski (1791–1794).

## Walki regimentu
7 Regiment Pieszy Litewski uczestniczył w 1792 w VII wojnie polsko-rosyjskiej toczonej w obronie Konstytucji 3 Maja.
Bitwy i potyczki:
- Brześć (23 lipca 1792),
- Wilno (22/23 kwietnia 1794),
- Soły (25 czerwca),
- Praga (4 listopada).